# 교황 비오 2세
교황 비오 2세(라틴어: Pius PP. II, 이탈리아어: Papa Pio II)는 제210대 교황(재위: 1458년 8월 19일 ~ 1464년 8월 15일)이다. 본명은 에네아 실비오 피콜로미니(이탈리아어: Enea Silvio Piccolomini)이다.

## 교황 선출 이전
에네아 피콜로미니는 1405년 10월 18일 군인이었던 실비오 피콜로미니와 그의 아내 비토리아 포르테구에리 사이에서 태어났다. 원래 그를 포함해 총 18자녀가 있었으나, 대부분 어린 나이에 사망하였다. 코르시냐노에서 자란 그는 18세가 되자 유학을 떠났다.
시에나 대학교에서 공부한 후에 그는 한동안 교사로 근무하다가 페르모의 교구장이었던 도메니코 카프라니카 주교의 비서로 채용되었으며, 바젤 공의회에서 그를 보좌하였다. 카프라니카 주교는 새로 선출된 교황 에우제니오 4세에게 항의의 표시로 추기경 서임을 거부하다가, 교황 마르티노 5세가 새로이 선출되면서 추기경 서임을 받아들였다. 제노바의 항구에서 출발해 험난한 항해를 견디며 바젤에 도착한 그는 카프라니카 추기경을 따라 알프스를 횡단하였으나, 적은 보수 때문에 결별하고 다른 주인들을 찾아 나섰다.
1435년 에네아 피콜로미니는 에우제니오 4세의 공의회 특사인 니콜로 알베르가티 추기경으로부터 비밀 임무를 받고 스코틀랜드로 파견되었다. 그가 알베르가티 추기경으로 지시받은 임무는 실로 다양하였다. 그는 스코틀랜드 뿐만 아니라 잉글랜드도 방문하였는데, 양 국가에서 많은 위험천만한 일을 겪은 다음 이에 대한 보고서를 남겼다. 스코틀랜드에서의 여정은 매우 거칠고 험난할 것이라고 생각했던 피콜로미니는 선착장에서 가장 가까운 성모 순례지가 있는 곳까지 걸어서 가기로 마음 먹었다. 가장 가까운 순례지는 화이트커크에서 10마일 떨어진 던바였다. 눈보라를 뚫고 가는 동안 에네아는 다리 통증으로 고생하였다. 뉴캐슬에 당도해서야 그는 비로소 문명화된 세계로 돌아왔다고 생각하며 안도하였다. 반면에 그는 스코틀랜드와 잉글랜드의 최북단은 황폐하고 썰렁하고 겨울에는 햇빛이 전혀 들지 않는 곳이라고 표현하였다. 스코틀랜드에 있던 시절에 에네아는 한 아이의 아버지가 되었지만, 아이는 얼마 안 있어 사망하였다.
아직 평신도였던 시절의 에네아는 교황과 공의회 간의 싸움에서 공의회의 편에 섰으며, 결국 여러 사안에 있어 바젤 공의회의 방향을 설정하는 데 큰 역할을 하였다. 그는 대립 교황 펠릭스 5세가 되는 사보이 공작 아마데우스를 지지하였으며, 그의 대관식에도 참석하였다. 대립 교황 펠릭스 5세의 지시로 스트라스부르로 간 에네아는 그곳에서 브르타뉴 여성인 엘리자베스와의 사이에서 아이를 낳았으나, 14주 만에 사망하여 떠나보냈다. 이후 에네아는 빈에 있는 신성 로마 제국의 황제 프리드리히 3세의 궁정에 들어갔다. 1442년 그는 황제로부터 계관 시인으로 임명되었으며, 황제의 고문관인 카스퍼 슐리크로부터 후원을 받았다. 일각에서는 에네아가 집필한 장관의 연애 이야기를 다룬 《두 연인의 이야기》(Historia de duobus amantibus)가 그가 시에나에 있을 당시 있었던 연애 시절을 바탕으로 한 것으로 보고 있다.

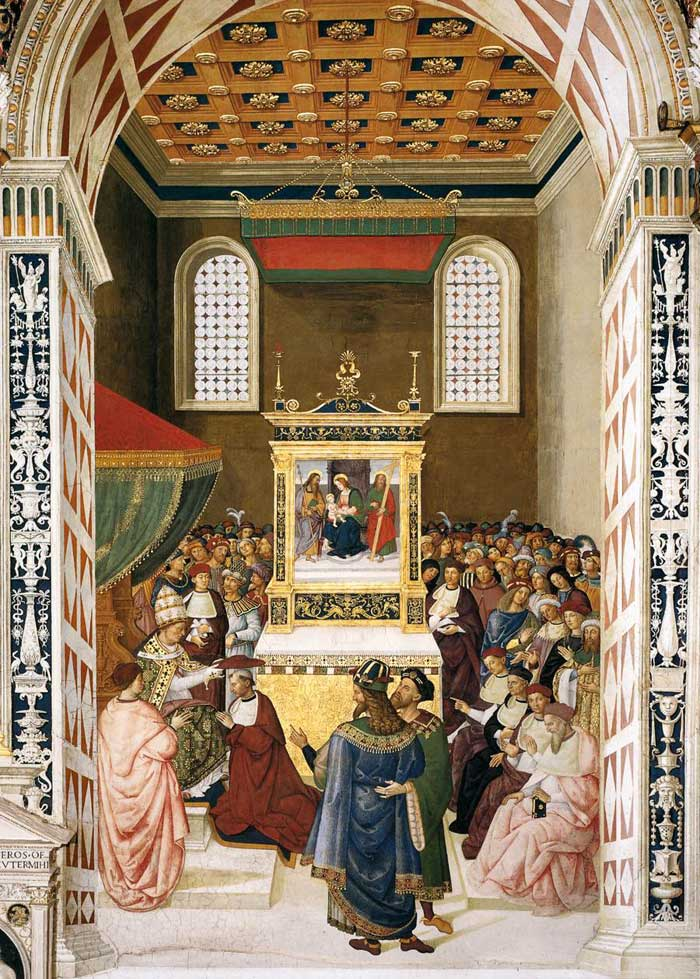
교황 갈리스토 3세에 의해 추기경에 서임된 에네아 피콜로미니

이 때까지만 해도 에네아는 도덕적으로 별로 엄격하지 않았으며, 정치적으로도 일관되게 너그럽고 세상을 향해 열린 마음을 가진 자유주의자였다. 그러나 시간이 흐르면서 그는 점차 도덕적인 인물로 변화해갔고, 정치적으로도 제국과 로마 사이에 평화적인 관계를 정착시키는데 노력하게 되었다. 1445년 에네아는 황제로부터 표면상으로는 새 공의회를 소집하기 위해 교황을 설득하러 간다는 임무를 띠고 로마로 파견되었다. 그리고 교황을 돕겠다는 약속을 한 그는 교회의 징계를 면제받아 독일로 귀국하였다. 그리하여 에네아는 자신의 뛰어난 외교력을 발휘하여 로마와 독일 선제후들 사이의 불화를 원만하게 해결하였다. 1447년 그는 교황 에우제니오 4세가 선종하기 직전에 독일 제후들이 제안한 타협을 받아들여 화해가 이루어지는데 중요한 역할을 했다. 그 결과, 바젤 공의회와 대립 교황은 누구의 지원도 받지 못하게 되었다. 이후 에네아는 사제 서품을 받아 성직자의 길로 들어섰으며, 에우제니오 4세의 후임자인 교황 니콜라오 5세는 1447년에 그를 트리에스테의 주교로 서임하였다. 에네아는 나중에 시에나의 교구장 주교가 되었다.
1450년 에네아는 프리드리히 3세 황제와 포르투갈의 엘레오노라 공주 사이의 혼담을 위해 신성 로마 제국의 대사 자격으로 포르투갈로 파견되었다. 1451년 에네아는 후스파의 지도자 이르지 스 포데브라트와 교섭하기 위해 보헤미아로 파견되었다. 1452년 에네아는 프리드리히 3세와 같이 로마로 가서, 교황이 집전하는 프리드리히 3세와 엘레오노라 공주의 혼인 미사에 참례하였다. 또한, 교황이 프리드리히 3세를 신성 로마 제국의 황제로 공식 인정하고 그의 대관식을 집전한 자리에도 참석하였다. 1455년 8월 에네아는 신성 로마 제국의 대사 자격으로 로마로 가서 새로 선출된 교황 갈리스토 3세를 알현하고, 독일이 새로운 교황에게도 변함 없이 순명을 바칠 것이라는 뜻을 밝혔다. 그는 프리드리히 3세 황제와 헝가리와 보헤미아의 라디슬라우스 5세 국왕으로부터 추기경 후보로 추천받았으나, 갈리스토 3세가 자신의 조카를 먼저 추기경에 서임하기 위해 뒤로 밀려나면서, 추기경이 되겠다는 그의 목적은 곧바로 이루어지지 못하였다. 그의 추기경 서임은 다음해 12월에 가서야 비로소 이루어졌다. 에네아는 또한 임시로 바르미아 주교를 겸직하기도 하였다.

## 교황 선출

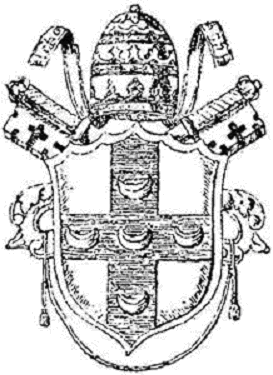
교황 비오 2세의 문장

1458년 8월 6일 갈리스토 3세가 선종한 후, 새 교황을 선출하기 위하여 콘클라베가 소집되었다. 에네아가 회고한 바에 따르면, 프랑스 루앙의 교구장이자 많은 재산을 가진 기욤 데스투트빌이 비록 프랑스 사람인 데다가 종잡을 수가 없는 성격을 가졌지만, 당시 분위기에는 새 교황으로 선출될 가능성이 거의 확실시 되었다고 한다. 당시 상황을 기록한 《로마 교황의 선출회의》(Conclavi de' Pontifici Romani)에서는, 저자인 에네아 본인이 어떻게 데스투트빌의 야망을 좌절시켰는지를 상세하게 설명하고 있다. 이 책을 보면, 에네아는 설사 추기경단이 매우 높은 도덕적 기준을 통해 선정한 몇몇 후보까지 포함한다 할지라도, 자질이나 능력 면에서 교황관을 머리에 받아 쓸 자격이 있는 사람은 자기 자신이라고 믿었던 것으로 추정된다. 에네아는 어떤 지위이든간에, 자신이 해야 할 소명에 마땅히 응답하며 거기에 충실히 역할을 수행할 수 있다는 것이 자신의 장점이며, 따라서 능력을 인정받고 개성도 있는 자신이 차기 교황으로 선출될 자격이 있다고 생각하였다. 추기경들 사이에서 몇 차례 모의가 이루어지면서 에네아는 교황으로 선출되기 위해 필요한 충분한 지지자를 확보하게 되었으며, 2차 투표에서 결국 만장일치로 교황으로 선출되었다. 그의 교황 대관식은 1458년 9월 3일에 성대하게 거행되었다.
영국의 작가이자 저널리스트인 마이클 드 라 베도예르는 “새 교황이 선출되면서 바티칸에 진보적이고 이교적인 시대가 도래할 것으로 예상되었다. 왜냐하면 새 교황은 당시 사람들의 눈으로 볼 때도 기독교인이라고 하기에는 굉장히 방탕하게 살았기 때문이다. 특히 그는 내면으로부터 자꾸 올라오는 성욕을 억제하는데 힘겨워하였다. 그러나 그는 교회의 쇄신을 단행하였으며, 십자군 원정에 큰 열의를 보였고, 공의회의 권위가 교황의 권위보다 우위에 있어야 한다는 주장을 이단이라고 가르침으로써 큰 반향을 불러 일으켰다.”고 평하였다.

## 교황으로서의 정치 활동

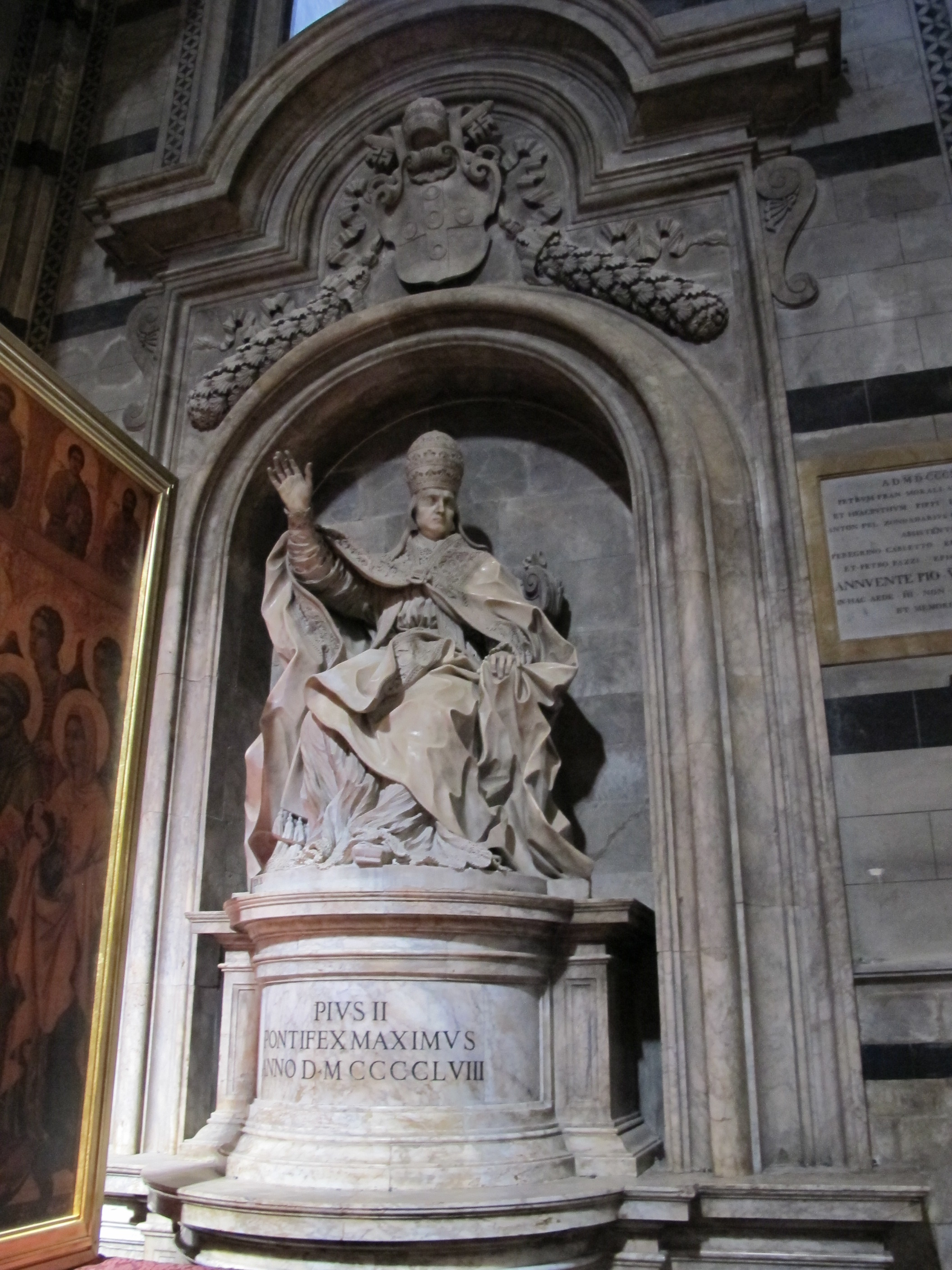
시에나 대성당에 있는 교황 비오 2세의 전신상

비오 2세가 재위기간 중에 가장 열성적으로 추진한 일은 오스만 제국에 대항하여 십자군을 일으키는 일이었다. 비오 2세는 먼저 당시 나폴리 왕국의 왕위를 주장한 아라곤 왕국의 페르난도 2세와 동맹을 맺고, 오스만 제국의 위협에 맞서기 위한 공동 대책을 논의하기 위하여 만토바에서 모든 기독교 국가 군주들의 대표자들이 모일 것을 제안하였다. 1459년 9월 26일 그는 오스만 제국군과 싸울 새로운 십자군 원정 소집을 요청하였으며, 1460년 1월 14일 3년 동안 성전을 지속하기로 공식적으로 선언하였다. 비오 2세는 회담 장소까지 몸소 행차하였는데, 당시 그가 이끈 긴 행렬은 마치 승전한 군대의 행전과 같았다고 전해진다. 1459년 소집된 만토바 공의회는 당초 목적이었던 십자군 원정 계획이 호응을 얻는데 실패하면서, 최소한 기독교 세계의 무력함이 전적으로 교황의 잘못만은 아니라는 것이 드러났다. 이에 비오 2세는 다른 기독교 국가 군주들과는 달리 오스만 제국에 대항하기 시작한 가시 공작 블라드에 대해서는 깊은 존경심을 갖게 되었다.
비오 2세는 만토바에서 다시 로마로 돌아가던 도중에 자신이 태어난 고향인 시에나에 들러 많은 시간을 보냈는데, 만토바에서 회의 의장이었던 루도비코 3세 곤차가도 그와 함께하였다. 비오 2세는 고향에서 즐거운 전원 생활을 보내고 있었지만, 로마로부터 티부르치오 디 마소가 소동을 일으켰으니 서둘러 돌아올 것을 요청받았다. 교황령에서 잠시동안이나마 반항적인 영주들과 약탈을 일삼던 콘도티에로들 때문에 혼란이 일어난 동안 아라곤 왕가와 앙주 왕가가 나폴리 왕국의 왕권을 서로 차지하려고 다투었다. 두 왕가의 전쟁은 최종적으로 비오 2세와 동맹을 맺은 아라곤의 페르난도의 승리로 끝이 났다. 비오 2세는 리미니의 영주이자 콘도티에로인 시지스몬도 판돌포 말라테스타와의 전쟁으로 재위기간 대부분을 보냈다. 비오 2세는 또한 폴란드와 튜튼 기사단 간에 13년 전쟁(1454 - 1466)이 발발하자 양측의 화해를 위하여 중재에 나섰으나, 소용이 없자 폴란드와 프로이센 양국을 모두 단죄하는 조치를 단행하였다. 또한, 비오 2세는 브레사노네의 주교 니콜라우스 쿠자누스의 파문과 체포 문제와 관련해서 보헤미아 국왕 게오르그 폰 포디브라트와 오스트리아 대공 지기스문트 사이에 갈등이 일어나자 이에 적극 관여하였다.
1461년 7월 비오 2세는 시에나의 가타리나를 성녀로 시성하였으며, 같은 해 10월에는 프랑스의 새 왕으로 등극한 루이 11세를 설득하여 프랑스 내에서 교황의 권위를 약화시키는 결과를 낳은 부르주 국본조칙을 철폐하도록 하는데 성공하였다. 루이 11세는 비오 2세가 이에 대한 보답으로 나폴리 왕위에 대한 자신의 권리를 지지해주리라고 생각했으나, 그러지 않자 국본조칙을 재도입한다는 왕명을 내렸다. 1462년 9월에 비오 2세가 확인하고 허락함에 따라, 1462년 12월 신성 로마 제국 황제 프리드리히 3세는 라이바하 교구를 설정하였다.
한편 만토바 회의에서 십자군을 소집하기로 결의하였으나, 실제로는 전혀 진척이 되지 않고 있었다. 이에 교황은 자신이 할 수 있는 모든 노력을 다했다. 그는 자신의 웅변 실력을 이용해 오스만 제국의 술탄 메흐메트 2세에게 서신을 보내서 기독교로 개종할 것을 종용하며 양측 간의 싸움을 피하기를 희망했다. 이 서신은 생색을 내거나 허세를 부리지 않고, 오히려 이성적인 사람끼리 나누는 논리적 설득에 가까웠다. 교황의 서신 내용은 곧 유럽 전역을 돌며 큰 반향을 불러일으켰다. 말하자면 전 세계를 하나의 믿음 아래 평화적으로 통일하려는 비오 2세의 비전을 널리 알리고, 전쟁보다 훨씬 이상적인 설득의 힘은 무한하다는 점을 시사함으로써 유럽인들을 크게 감화시켰다. 그렇지만, 메흐메트 2세가 실제로 서신을 받았는지는 모르겠지만 당연하게도 그의 개종은 이루어지지 않았고, 답신 역시 오지 않음으로써 교황의 계획은 실패로 끝났다. 비오 2세는 메흐메트 2세로부터 아무런 답신이 오지 않자 다시 자신의 목표를 달성하기 위해 무력에 의지하게 되었다. 한편 이 시기에 성 안드레아 사도의 두개골 유해가 동방에서 로마로 오면서 성대한 예식이 거행되었다. 이 때, 비오 2세는 신성 로마 제국 황제와 헝가리 국왕 사이를 중재하여 화해시키는데 성공했을 뿐만 아니라 교황령에 속한 톨파에서 알미늄 광산이 발견되어 막대한 이득을 얻음으로써 크게 자신감을 회복하였다. 그러나 프랑스와의 관계는 소원해졌으며, 부르고뉴 공작과의 동맹 역시 파기되었다. 밀라노는 제노바를 정복하는 일에만 몰두하였으며, 피렌체에서는 오스만 제국과 베네치아 공화국이 서로 친하게 지내도록 만들어 보라며 냉소적인 반응만을 보였다.
비오 2세는 자신의 끝이 다가오고 있다는 사실을 깨닫지 못하였다. 병세가 나날이 악화되어 가면서 그의 초조함은 극에 달하였으며, 1464년 6월 18일 결국 십자군 출정을 위해 안코나로 길을 떠나게 되었다.

## 노예 제도
1462년 비오 2세는 카나리아 제도의 통치자에게 한 연설에서 근래에 세례받고 그리스도인이 된 주민들을 노예로 삼는 것은 ‘대죄’라고 비판하였다. 그러면서 지역 주교들에게 이를 위반하는 자가 있으면 단호하게 처벌을 내리라고 지시하였다. 하지만 비오 2세는 단지 포르투갈에 의해 포로로 사로잡혀 노예로 끌려간 이들 중에서 근래에 세례를 받은 소수의 인원에 한정해서 비난한 것이지, 노예무역 자체에 대해 비난한 것은 아니었다. 교황 우르바노 8세는 1639년 4월 22일자 교서에서 비오 2세의 경고를 개종한 지 얼마 되지 않은 사람들에 대한 것이라고 밝힌 바 있다. 영국의 외교 문서에도 비오 2세의 서신은 루베이라 주교에게 보낸 것으로, 개종한 지 얼마 되지 않은 신자들 가운데 노예가 된 이들을 대상으로 한 것이라는 우르바노 8세의 의견이 재확인되었다.

## 병세와 죽음

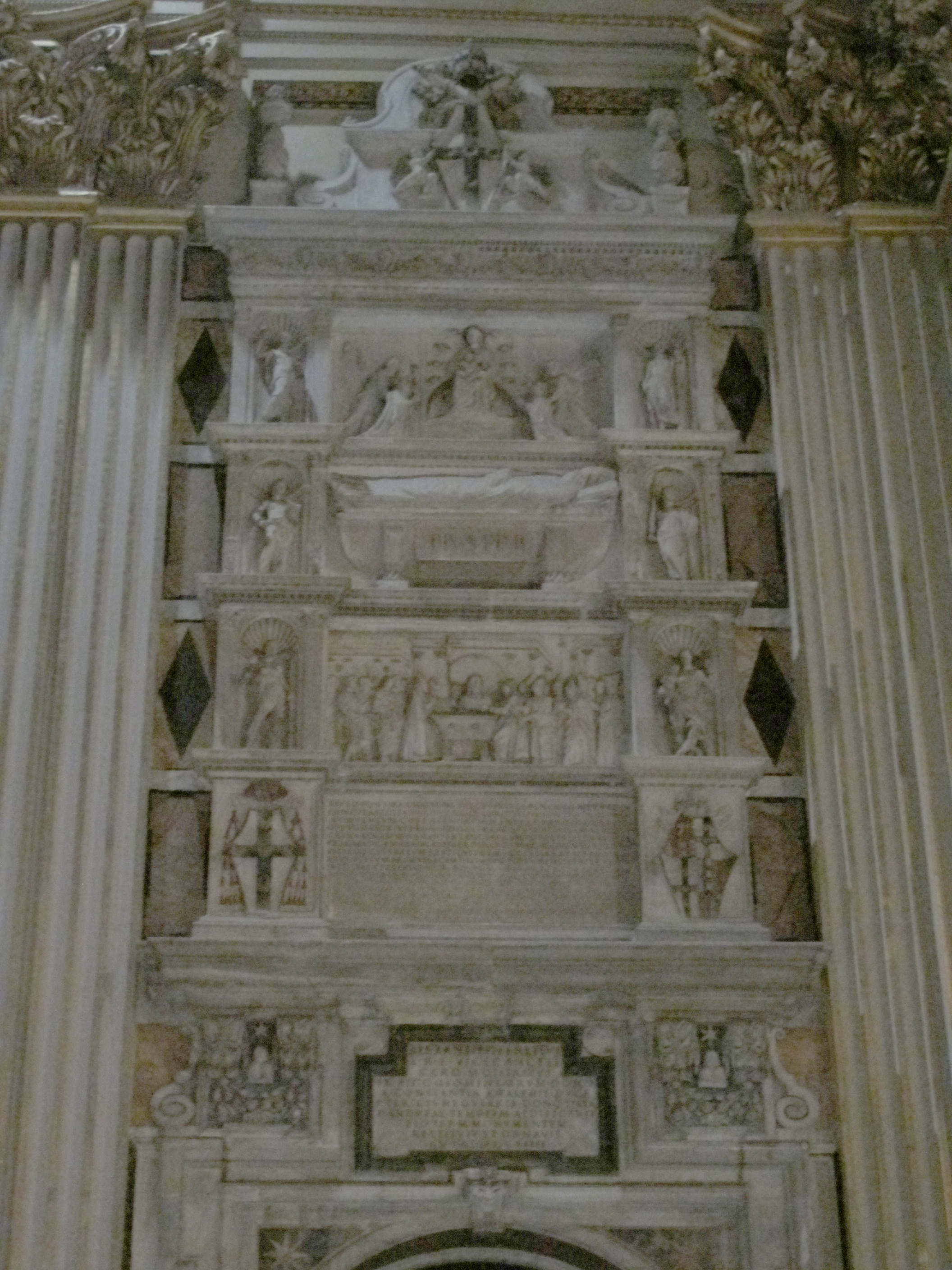
산탄드레아 델라 발레 성당에 있는 교황 비오 2세의 묘비

비오 2세는 고열에 시달렸음에도 불구하고 십자군의 사기를 증진시키고자 친히 로마를 떠나 안토나로 갔다. 그러나 십자군은 물자 수송 부족 때문에 차츰 안코나를 떠나기 시작했으며, 그동안 비오 2세의 병세는 더욱 악화되어갔다. 그리고 마침내 함대가 도착했음에도, 죽어가던 비오 2세는 창문가에서 그저 하염없이 바라볼 수밖에 없었다. 그로부터 이틀 후인 1464년 8월 14일에 비오 2세는 선종하였으며, 뒤를 이어 교황 바오로 2세가 선출되어 즉위하였다. 비오 2세의 시신은 산탄드레아 델라 발레 성당에 안장되었으며, 성 베드로 대성전에는 그를 기리기 위한 묘비가 세워졌다. 그리고 묘비 역시 나중에 산탄드레아 델라 발레 성당으로 옮겨졌다.

## 평가와 영향
비오 2세는 당대의 유명한 작가들 가운데 한 사람이었다. 그의 가장 유명한 저술은 자서전인 《전기》로서 총 13권이라는 방대한 분량을 자랑하였다. 그의 전기 초판은 1584년 먼 친척에 해당하는 프란체스코 반디니 피콜로미니 추기경에 의해 출판되었다. 피콜로미니 추기경은 자신이 봤을 때 부적격한 단어와 문구, 문장 등을 삭제함으로써 다소 내용을 수정하였다. 피콜로미니 추기경은 서기 고벨리누스라는 가명으로 책을 출판했는데, 그 이유는 비오 2세가 3인칭 시점에서 자서전을 썼기 때문에 생길 수 있는 자연스러운 실수를 가상의 작가가 실수한 것으로 돌리기 위해서였다.
비오 2세는 당대 사람들에게 시인으로서 존경을 받았으나, 사실 그가 문학적 명성을 쌓게 된 계기는 그가 쓴 소설인 《두 연인의 이야기》에서 비롯한 것이다. 이 책은 부분적으로 사실성이 있을 뿐만 아니라 (비록 사제 서품 이전에 쓴 것이긴 하지만) 교황이 쓴 유일한 성인 소설이라는 이유로 오늘날까지 서양문학계에서 널리 읽혀지고 있다. 비오 2세는 희극을 몇 차례 집필하기도 하였는데, 이들 작품은 모두 라틴어로 쓰여졌다. 그가 쓴 희극 가운데 오늘날까지 전해내려오는 것은 《크리시스》(Chrysis) 하나 뿐이다. 그는 외설적인 내용의 시를 많이 쓰기도 하였다. 하지만 앞서 설명하였듯이, 이 같은 추문은 그가 사제 서품을 받기 이전에 있었던 일로서 사제로 서품된 이후에 그는 완전히 다른 사람으로 바뀌었다.
비오 2세가 직접 쓴 서신들은 한결같이 차분한 어조를 유지하고 있으며, 역사적으로 매우 중유한 문헌들이다. 이들 서신 가운데 가장 귀중한 서신으로는 보헤미아의 왕과 프리드리히 3세 황제에게 보낸 서신인데, 후자는 부분적으로 자서전적 성격을 갖고 있다. 비오 2세는 유럽과 아시아에 대한 전기체적 논문들을 간단히 쓴 적이 있으며, 청년기와 중년기에는 윤리적 문제 뿐만 아니라 당시의 정치 및 신학적 논쟁에 대해서도 수많은 논문을 썼다. 교황이 된 후에는 이슬람교에 대해 철저하게 논박하는 글을 썼다.
비오 2세는 저명한 학자이기도 하였다. 비록 라틴어를 자주 틀리고 그리스어는 전혀 구사할 줄 몰랐지만, 그가 쓴 글은 언제나 내용이 매우 우수하였다.
비오 2세는 유럽에서 최초로 근대적 도시 계획을 시행한 최초의 인물로 평가되기도 한다. 그는 자신의 고향인 이탈리아 토스카나 주 시에나 현에 있는 코르시냐노를 재개발한 다음 자신의 이름을 딴 피엔차로 개명하도록 하였다. 더불어 도시의 주교좌 성당 및 궁전 등을 화려한 양식으로 건축하여 도시의 미관을 아름답게 장식하였다. 이들 건축은 오늘날까지 남아 있다.

## 같이 보기
- 교황 비오 3세
- 피엔차